# Puente Caimanes (Marbán)
Puente Caimanes ist eine Ortschaft im Departamento Beni im Tiefland des südamerikanischen Andenstaates Bolivien.

## Lage im Nahraum
Puente Caimanes liegt in der Provinz Marbán und ist die drittgrößte Ortschaft des Cantón San Andrés im Municipio San Andrés. Die Ortschaft liegt vier Kilometer nördlich des Arroyo Caimanes, der hier in westlicher Richtung fließt.

## Geographie
Puente Caimanes liegt im östlichen Teil des bolivianischen Tieflandes, die Region hat ganzjährig ein tropisch heißes und feuchtes Klima.
Die Jahresdurchschnittstemperatur beträgt 26 °C (siehe Klimadiagramm Trinidad), wobei sich die monatlichen Durchschnittstemperaturen zwischen Juni/Juli mit gut 23 °C und Oktober/Dezember von knapp 28 °C nur wenig unterscheiden. Der Jahresniederschlag beträgt fast 2000 mm und liegt somit mehr als doppelt so hoch wie die Niederschläge in Mitteleuropa. Höchstwerten von etwa 300 mm in den Monaten Dezember bis Februar stehen Niedrigwerte von etwa 50 mm im Juli/August gegenüber.

## Verkehrsnetz
Puente Caimanes liegt in einer Entfernung von 103 Straßenkilometern südöstlich von Trinidad, der Hauptstadt des Departamentos, dreißig Kilometer westlich der Grenze zum Departamento Santa Cruz.
Puente Caimanes liegt an der 1631 Kilometer langen Nationalstraße Ruta 9, die das bolivianische Tiefland von San José de Pocitos im Süden mit Guayaramerín im Norden verbindet. Die Ruta 9 ist nur von Pocitos über Santa Cruz und Puente Caimanes bis Puente San Pablo und weiter bis Trinidad asphaltiert, der weitere Verlauf der Straße ist unbefestigt.
Von Puente Caimanes führt eine Nebenstraße in südwestlicher Richtung und überquert nach vier Kilometern auf einer Brücke den Arroyo Caimanes.

## Bevölkerung
Die Einwohnerzahl der Ortschaft ist in dem Jahrzehnt zwischen den beiden letzten Volkszählungen um zwei Drittel angestiegen:
| Jahr | Einwohner         | Quelle       |
| ---- | ----------------- | ------------ |
| 1992 | keine Detaildaten | Volkszählung |
| 2001 | 187               | Volkszählung |
| 2012 | 319               | Volkszählung |
| 2024 |                   | Volkszählung |